# Hohenbergia
Hohenbergia es un género de plantas fanerógamas pertenecienta a la familia Bromeliaceae, subfamilia Bromelioideae. Es originario de la región del Caribe extendiéndose por Colombia y Venezuela hasta Brasil.   Comprende 101 especies descritas y de estas, solo 52 aceptadas.

## Taxonomía
El género fue descrito por Julius Hermann Schultes y publicado en Systema Vegetabilium 7(2): lxxi, 1251. 1830. La especie tipo es: Guzmania tricolor Ruiz & Pav.
Etimología
Hohenbergia: nombre genérico otorgado en honor del Príncipe de Württemburg, patrono de los botánicos, conocido como  Hohenberg.

## Especies aceptadas
A continuación se brinda un listado de las especies del género Hohenbergia aceptadas hasta octubre de 2013, ordenadas alfabéticamente. Para cada una se indica el nombre binomial seguido del autor, abreviado según las convenciones y usos.
| - Hohenbergia abbreviata L.B.Smith & Proctor - Hohenbergia andina Betancur - Hohenbergia antillana Mez - Hohenbergia attenuata Britton - Hohenbergia augusta (Vellozo) E.Morren - Hohenbergia belemii L.B.Smith & R.W.Read - Hohenbergia blanchetii (Baker) E.Morren ex Mez - Hohenbergia brachycephala L.B.Smith - Hohenbergia brittoniana L.B.Smith - Hohenbergia burle-marxii Leme & W.Till - Hohenbergia castellanosii L.B.Smith & R.W.Read - Hohenbergia catingae Ule - Hohenbergia catingae Ule var. catingae - Hohenbergia catingae var. elongata M.B.Foster - Hohenbergia catingae var. eximbricata L.B.Smith & Read - Hohenbergia catingae var. extensa L.B.Smith & Read - Hohenbergia catingae var. horrida (Harms) L.B.Smith & Read - Hohenbergia caymanensis Britton ex L.B.Smith - Hohenbergia conquistensis Leme - Hohenbergia correia-araujoi E.Pereira & Moutinho - Hohenbergia disjuncta L.B.Smith (Brasilien) - Hohenbergia distans (Grisebach) Baker in Saunders - Hohenbergia edmundoi L.B.Smith & R.W.Read (Brasilien) - Hohenbergia eriantha (Brongniart ex Baker) Mez - Hohenbergia eriostachya Mez - Hohenbergia estevesii E.Pereira & Moutinho - Hohenbergia fawcettii Mez - Hohenbergia gnetacea Mez (Brasilien) - Hohenbergia hatschbachii Leme (Brasilien) - Hohenbergia humilis L.B.Smith & R.W.Read - Hohenbergia inermis Mez | - Hohenbergia itamarajuensis Leme & Baracho - Hohenbergia jamaicana L.B.Smith & Proctor - Hohenbergia laesslei L.B.Smith - Hohenbergia lanata E.Pereira & Moutinho - Hohenbergia leopoldo-horstii E.Gross, Rauh & Leme - Hohenbergia littoralis L.B.Smith - Hohenbergia membranostrobilus Mez - Hohenbergia minor L.B.Smith (Brasilien) - Hohenbergia negrilensis Britton ex L.B.Smith - Hohenbergia oxoniensis W.Weber - Hohenbergia pabstii L.B.Smith & R.W.Read - Hohenbergia penduliflora (A.Richard) Mez (Kuba) - Hohenbergia pennae E.Pereira - Hohenbergia polycephala (Baker) Mez - Hohenbergia portoricensis Mez - Hohenbergia proctorii L.B.Smith - Hohenbergia ramageana Mez - Hohenbergia ridleyi (Baker) Mez - Hohenbergia rosea L.B.Smith & R.W.Read - Hohenbergia salzmannii (Baker) E.Morren ex Mez - Hohenbergia sandrae Leme - Hohenbergia spinulosa Mez - Hohenbergia stellata Schultes f. - Hohenbergia tetaensis Proctor & Cedeño-Maldonado - Hohenbergia undulatifolia Leme & H.Luther - Hohenbergia urbaniana Mez - Hohenbergia utriculosa Ule ( - Hohenbergia vestita L.B.Smith |

1. ↑  «Hohenbergia». Royal Botanic Gardens, Kew: World Checklist of Selected Plant Families. Consultado el 29 de diciembre de 2009.
2. ↑  Hohenbergia en PlantList
3. ↑  «Hohenbergia». Tropicos.org. Missouri Botanical Garden. Consultado el 6 de octubre de 2013.
4. ↑  «Genera Etymology». Bromeliad Society International. Archivado desde el original el 3 de febrero de 2007. Consultado el 6 de febrero de 2012.